# Odette du Puigaudeau
Odette Loyen du Puigaudeau (Saint-Nazaire, 20 de julio de 1894 - Rabat, 19 de julio de 1991) fue una etnóloga francesa.

## Biografía
Nacida en el seno de una familia aristócrata, creció en un entorno artístico y fue educada en casa por sus padres. Era hija única del pintor de la escuela de Pont-Aven Ferdinand du Puigaudeau (primo hermano del escritor Alphonse de Châteaubriant) y Blanche-Henriette-Idalie Van Den Broucke. Desde 1908, residió en Croisic (Loire-Atlantique) en la casa solariega Kervaudu. 
En 1920, se trasladó a París para matricularse en oceanografía con la esperanza de participar en el laboratorio marino de Cartago (Túnez), pero no tuvo éxito. Fue diseñadora en los laboratorios del Collège de France, estilista de la diseñadora de moda francesa Jeanne Lanvin, periodista de L'Intransigeant así como en revistas femeninas y, finalmente, etnóloga.
En 1929, du Puigaudeau se convirtió en una de las primeras mujeres en embarcarse en un thonier, un barco atunero bretón. En su libro, Grandeur des îles publicado en 1946 describió de manera admirable la vida en las islas bretonas del período de entreguerras.  
Fue rechazada por el comandante Jean-Baptiste Charcot (1867-1936) para participar en una expedición a Groenlandia, porque no aceptaba mujeres dentro de su tripulación. Más tarde, junto a su amiga Marion Sénones, du Puigaudeau descubrió otros espacios infinitos en el desierto del Sahara. Una aventura que dio comienzo en enero de 1934.
En agosto de 1940, fundó en París el Servicio de Mujeres Francés, de apoyo a los luchadores de la Segunda Guerra Mundial, fecha desde la que llevaría a cabo misiones etnográficas para varios ministerios y sociedades científicas.
Se instaló en Rabat en 1961, donde realizó programas culturales para la radio hasta 1962.  En 1963, se convirtió en documentalista del Ministerio de Información y posteriormente fue nombrada jefa del departamento de prehistoria del Museo Arqueológico de Rabat (actual Museo de Historia y de las Civilizaciones de Rabat), cargo que ocupó de 1970 a 1977. En su trayectoria científica y literaria siempre estuvo acompañada por la pintora Marion Sénones (1886-1977), con quien compartió su vida desde 1932 hasta la muerte de esta en Rabat, en octubre de 1977.
Du Puigaudeau es autora de varios libros, además de numerosos artículos y un tratado sobre el arte y costumbres de los moros. Su trabajo etnográfico, científico y literario es un homenaje a los pueblos del Sáhara Occidental. 

## Trayectoria
Fue pionera en documentar las culturas saharianas y la vida cotidiana de los nómadas del desierto antes de su decadencia. Sus registros escritos y gráficos fueron utilizados posteriormente en documentos de referencia y publicados en revistas científicas como Hesperis Tamuda o Archeologia. Trabajó con Theodore Monod quien le indicó los lugares de interés para sus investigaciones.
Du Puigaudeau y Marion Sénones realizan su primer viaje en 1933 desde el puerto de Douarnenez hasta Port-Etienne donde desembarcaron. En 1936, comenzaron un nuevo viaje con un programa de estudio más ambicioso para regresar a París dos años más tarde. El tercer viaje que inician en 1939 fue interrumpido por la guerra. En 1949, reanudaron las expediciones hasta 1960, año en el que decidieron establecerse definitivamente en Marruecos. En total, las dos viajeras recorrieron a pie o en camello 10.000 kilómetros. Durante esta trayectoria surcaron los caminos de Tagant, wadi Draa, Goulimine, Tiznit, Tindouf, el Sahara, Tombuctú, Azalai o Taudeni, entre otros.
A pesar de que muchos de sus viajes fueron financiados por el Ministerio de Educación y el Museo Nacional de Historia Natural, de Puigaudeau fue apartada de la comunidad científica francesa debido a su posición política ante las ofensivas coloniales en el norte de África. Con ocasión del 27 aniversario de la muerte de la etnóloga, el Consejo Nacional del Derechos del Hombre (CNDH) y el Centro de Estudios Saharianos (CES) organizaron un homenaje en su honor en un acto celebrado en la Biblioteca Nacional (BNRM) el 19 de julio de 2018.

## Obra
- La grande foire aux dattes, couronné par la société des Gens de Lettres, Plon, 1937.
- Grandeur des îles, Julliard, 1946, Julliard 1989. Payot 1996 (préface de Monique Vérité).
- Mon ami Rachid, Guépard, Albin Michel, 1948.
- La Grande foire des dattes, Paris, Ibis Press, 2007 [1948].
- La piste Maroc-Sénégal, Plon, 1954
- Le passé maghrébin de la Mauritanie. Rabat, Ministère d'État chargé des Affaires Islamiques, 1962.
- Pieds nus à travers la Mauritanie, préface du général Gouraud. Couronné par l'Académie française, Plon, 1936. Phébus, 1992.
- Tagant, Julliard, 1949, Phébus 1993.
- Le sel du désert, éd. P. Tisné, 1940. Phébus, 2001.
- Arts et coutumes des Maures, Paris, Ibis Press, 2002.
- La route de l'Ouest (Maroc-Mauritanie), éd. J. Susse, 1945. Paris, Ibis Press, 2007.

## Documental
- Brigitte Chevet, Odette du Puigaudeau, de la Bretagne au désert, Aber Images, France 3 Ouest, 26 min